# Taranis miranda
Taranis miranda é uma espécie de gastrópode do gênero Taranis, pertencente a família Raphitomidae.